# Гольдсмит, Мария Исидоровна
Мария Исидоровна Гольдсмит (31 июля 1871, Петербург — 11 января 1933, Париж) — русская революционерка, анархистка, входившая в близкий круг П. А. Кропоткина. Известна под псевдонимом Мария Корн.
Мария Гольдсмит родилась в 1871 году Петербурге в семье революционеров, участников организации «Земля и воля». Её отец, Исидор Альбертович Гольдсмит, издавал и редактировал журнал «Знание» и за пропаганду идей материализма и дарвинизма был в 1879 сослан в Архангельскую губернию вместе с семьёй. В 1884 семья Гольдсмитов нелегально бежала за границу вместе с дочерью и обосновалась в Париже.
В эмиграции Мария поступила на биологический факультет Парижского университета, успешно окончила университет в 1894 году и занималась научной работой на биологической станции Роскофф.
В 1892 году она примкнула к анархо-коммунистам, общалась с Кропоткиным и Черкезовым, впоследствии став одной из ближайших помощниц Кропоткина в научной и литературной деятельности. Будучи отличным публицистом и редактором она сотрудничала в изданиях «Хлеб и воля» и «К оружию!», грузино-французской революционной газете «La Georgie».
Февральскую революцию 1917 года Гольдсмит приветствовала, к Октябрьской революции отнеслась очень сдержанно, сочтя её отходом от принципов революционного движения. Она писала: «Они оправдывают деспотизм государственной власти тем, что капитализм еще не совсем уничтожен, и обещают свободу тогда, когда у социализма не будет больше врагов», но «никогда еще ни одно правительство не отказывалось от власти иначе, как под давлением: власть всегда ограничивали или революции, или страх перед ними». После эмиграции анархистов из Советской России в начале 1920-х годов возобновила участие в их деятельности. Оказала большую помощь Нестору Махно в его работе над воспоминаниями.
Покончила жизнь самоубийством в Париже в 1933 году, не пережив смерти единственного близкого человека — матери. Некоторые документы, связанные с Марией Гольдсмит, хранятся в Государственном архиве Российской Федерации.